# Danske Sømands- og Udlandskirker
Die Danske Sømands- og Udlandskirker (DSUK – Dänische Seemanns- und Auslandskirchen) ist die dänische evangelisch-lutherische Kirche außerhalb der Grenzen Dänemarks. Zu ihr gehört unter anderem auch die Dänische Kirche in Südschleswig.
Zu ihr gehören unter anderem eine Gemeinde in Australien, drei in Asien, vier in Süd- und sieben Gemeinden in Nordamerika, Gemeinden in Hamburg und Berlin ebenso wie in Genf und weitere in sieben weiteren europäischen Städten. Die Dänische Kirche in Südschleswig besteht aus 35 Gemeinden mit etwa 6.800 Mitgliedern, die von 23 Pastoren und einen Propst (derzeit Viggo Jacobsen) betreut werden.
Die DSUK ging aus der Vereinigung der dänischen Seemannskirche, gegründet 1867, und der dänischen Auslandskirche, gegründet 1919, hervor. Die Kirchen haben jeweils mindestens einen festangestellten dänischen Pastor, in Dänemark selbst beschäftigt die DSUK weitere zehn Angestellte.